# Illa Plana
Illa Plana – wyspa na Balearach, położona w ujściu portu w Maó we wschodniej Minorce, obok Illa del Rei i Illa Llatzaret. W przeszłości odbywała się tu kwarantanna.